# Educação em Botswana
A educação no Botswana é fornecida por escolas públicas e escolas privadas. A educação no país é governada pelo Ministério da Educação Básica, Superior, Pesquisa Ciência e Tecnologia. Entre os países da África Subsaariana, Botswana tem uma das maiores taxas de alfabetização. De acordo com a Central Intelligence Agency, em 2015 cerca de 88,5% da população com 15 anos ou mais era alfabetizada.
As escolas particulares geralmente são livres para determinar seu próprio currículo e políticas de pessoal, com credenciamento voluntário disponível por meio de autoridades regionais independentes de credenciamento. Cerca de 87% das crianças em idade escolar frequentam escolas públicas, cerca de 10% frequentam escolas privadas, enquanto cerca de 3% são educadas em casa.
A educação é obrigatória em uma faixa etária que começa entre cinco e oito anos e termina entre os dezesseis e dezoito anos. Esse requisito pode ser atendido em escolas públicas, escolas particulares certificadas pelo estado ou em um programa aprovado de educação domiciliar.
O ensino secundário no Botswana não é gratuito nem obrigatório. Em 2002, a taxa bruta de matrícula primária foi de 103 por cento, e a taxa líquida de matrícula primária foi de 81 por cento. As taxas de matrícula bruta e líquida são baseadas no número de alunos formalmente matriculados na escola primária e, portanto, não refletem necessariamente a frequência escolar real. Estatísticas recentes de frequência à escola primária não estão disponíveis para Botsuana. Em 2001, 86% das crianças que iniciaram a escola primária provavelmente atingiriam a 5ª série. No sistema educacional de Botsuana, meninas e meninos têm igual acesso à educação. As meninas, no entanto, tendem a abandonar a escola secundária devido à gravidez.[carece de fontes?]
O Botswana fez grandes progressos no desenvolvimento educacional após a independência em 1966. Naquela época havia muito poucos graduados no país e muito poucos Batswana frequentavam a escola secundária. Com a descoberta de diamantes logo após a independência e o aumento da receita do governo, houve um enorme aumento na oferta educacional no país. Todos os alunos tiveram garantidos dez anos de educação básica, levando a uma qualificação maior entre a população. Aproximadamente metade da população escolar frequenta mais dois anos do ensino secundário que conduz à atribuição do Certificado Geral de Educação do Botswana. Depois de sair da escola, os alunos podem frequentar uma das sete faculdades técnicas do país, ou fazer cursos de formação profissional em ensino ou enfermagem. Os melhores alunos ingressam na Universidade do Botswana, na Universidade de Agricultura e Recursos Naturais do Botswana e na Faculdade de Contabilidade do Botswana em Gaborone. Espera-se um afluxo maior de estudantes do ensino superior após a construção da segunda universidade nacional do país, a Universidade Internacional de Ciência e Tecnologia do Botswana. Muitos outros estudantes acabam nas inúmeras faculdades particulares de ensino superior em todo o país. As escolas primárias, em particular, ainda carecem de recursos e os professores são menos bem pagos do que os seus colegas das escolas secundárias. Em janeiro de 2006, o Botswana anunciou a reintrodução das propinas escolares após duas décadas de educação estatal gratuita.
A despesa total do governo em educação como percentagem do PIB no Botswana foi de 9,633% em 2009, a mais elevada entre os países da África Subsariana.